# Carcelia fujianensis
Carcelia fujianensis är en tvåvingeart som beskrevs av Chao, Zhao och Liang 2002. Carcelia fujianensis ingår i släktet Carcelia och familjen parasitflugor.
Artens utbredningsområde är Fujian (Kina). Inga underarter finns listade i Catalogue of Life.